# Sportåret 1968

## Händelser

### Amerikansk fotboll
- Green Bay Packers besegrar Oakland Raiders med 33 – 14  i Super Bowl II (Final för 1967).
- Baltimore Colts besegrar Cleveland Browns med 34 – 0 i NFL-finalen.
- New York Jets besegrar Oakland Raiders med 27 - 23  i AFL-finalen.

### Bandy
- 10 mars - IK Sirius blir svenska mästare genom att finalslå Örebro SK med 4-1 inför 12 877 åskådare på Söderstadion i Stockholm.[1]

### Baseboll
- 10 oktober - American League-mästarna Detroit Tigers vinner World Series med 4-3 i matcher över National League-mästarna St. Louis Cardinals.[2]

### Basket
- 2 maj – Boston Celtics vinner NBA-finalserien mot Los Angeles Lakers.[3]
- 15 juli – Sovjet vinner damernas Europamästerskap på Sicilien före Jugoslavien och Polen.[4]
- 25 oktober – USA vinner den olympiska turneringen i Mexico City genom att finalslå Jugoslavien med 65-50.[5]

### Bordtennis

#### SM

##### Herrsingel
- Hans Alsér blir svensk mästare för Mariestad BoIS.

#### EM

##### Lag
- Sverige vinner Europamästerskapet i Lyon.

### Cykel
- Vittorio Adomi, Italien vinner landsvägsloppet i VM.
- Eddy Merckx, Belgien vinner Giro d'Italia
- Jan Janssen, Nederländerna vinner Tour de France
- Felice Gimondi, Italien vinner Vuelta a España
- Bröderna Fåglum Pettersson, VM i lagtempo, Montevideo

### Fotboll
- 21 januari – Kongo-Kinshasa vinner afrikanska mästerskapet i Etiopien genom att besegra Ghana med 1–0 i finalen  på Haile Selassie I-stadion.[6]
- 23 februari – Italien spelar sin första officiella damlandskamp i fotboll, då man i Viareggio lyckas vinna med 2-1 Tjeckoslovakien.[7]
- 12 maj – Västergötlands damfotbollsserie sparkar igång för första gången.[8]
- 18 maj - West Bromwich Albion FC vinner FA-cupfinalen mot Everton FC med 1-0 på Wembley Stadium.[9]
- 19 maj – Iran vinner Asiatiska mästerskapet i Israel före Burma och Israel.[10]
- 23 maj – AC Milan vinner Europeiska cupvinnarcupen genom att besegra Hamburger SV med 2–0 i finalen på Feijenoord Stadium i Rotterdam.[11]
- 29 maj – Manchester United vinner Europacupen för mästarlag genom att besegra SL Benfica med 4–1 efter förlängning i finalen på Wembley Stadium i London.[11]

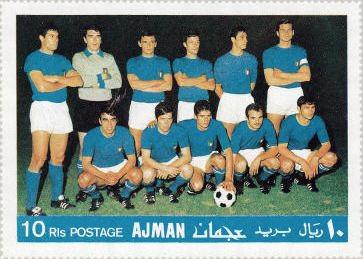
Italiens Europamästarlag på frimärke.

- 10 juni – Italien blir Europamästare efter finalseger mot Jugoslavien på Stadio Olimpico di Roma i Rom. Den första finalmatchen, på samma spelplats, slutar 1-1 vilket betyder omspel. Omspelet vinner Italien med 2-0 i Rom.[12]
- 11 september – Leeds United AFC vinner Mässcupen genom att besegra Ferencváros TC i finalerna.[11]
- 26 oktober – Ungern vinner den olympiska turneringen genom att vinna finalen mot Bulgarien med 4-1 i Mexico City.[13]
- Okänt datum – George Best, Nordirland, utses till Årets spelare i Europa.

#### Ligasegrare / resp. lands mästare
- Belgien – RSC Anderlecht
- England – Manchester United FC
- Frankrike – AS Saint-Étienne
- Italien – AC Milan
- Nederländerna – AFC Ajax
- Skottland – Celtic FC
- Spanien – Real Madrid CF
- Sverige – Östers IF (första vinsten)
- Västtyskland – 1. FC Nürnberg

### Friidrott
- 31 december - Gaston Roelants, Belgien vinner Sylvesterloppet i São Paulo.[14]
- Yoshiaki Unetani, USA vinner herrklassen vid Boston Marathon.[15] medan Roberta Gibb, USA vinner damklassen, som är inofficiell [16]

### Golf

#### Herrar
- The Masters vinns av Bob Goalby, USA
- US Open vinns av Lee Trevino, USA
- British Open vinns av Gary Player, Sydafrika
- PGA Championship vinns av Julius Boros, USA
- Mest vunna vinstpengar på PGA-touren: Billy Casper, USA med $205 169

#### Damer
- US Womens Open – Susie Berning, USA
- LPGA Championship – Sandra Post, Kanada
- Mest vunna vinstpengar på LPGA-touren: Kathy Whitworth, USA med $48 379

### Indoorhockey
- Börjar officiellt klassificeras som sport efter att ett regelverk tagits fram i Tyskland på uppdrag av Internationella Landhockeyförbundet.

### Ishockey
- 17 februari - Sovjet blir i Grenoble olympiska mästare före Tjeckoslovakien och Kanada.[17]
- 17 mars - Svenska mästare blir Brynäs IF genom serieseger före AIK och Västra Frölunda IF.[18]
- 6 april - ZKL Brno, Tjeckoslovakien vinner Europacupen genom att vinna finalserien mot HC Dukla Jihlava, Tjeckoslovakien.[19]
- 11 maj - Stanley Cup vinns av Montreal Canadiens som besegrar Saint Louis Blues med 4 matcher mot 0 i slutspelet.[20]

### Konståkning

#### VM
- Herrar – Emmerich Danzer, Österrike
- Damer – Peggy Fleming, USA
- Paråkning – Ludmila Belousova & Oleg Protopopov, Sovjetunionen
- Isdans - Diane Towler & Bernard Ford, Storbritannien

#### EM
- Herrar – Emmerich Danzer, Österrike
- Damer – Haná Másková, Tjeckoslovakien
- Paråkning – Ludmila Belousova & Oleg Protopopov, Sovjetunionen
- Isdans - Diane Towler & Bernard Ford, Storbritannien

### Motorsport

#### Formel 1
- 3 november - Världsmästare blir Graham Hill, Storbritannien.

#### Sportvagnsracing
- Den amerikanska biltillverkaren Ford vinner sportvagns-VM.
- Pedro Rodríguez och Lucien Bianchi vinner Le Mans 24-timmars med en Ford GT40.
- Den Nyzeeländske föraren Denny Hulme vinner Can-Am 1968.

### Orientering
- 28-29 september - Världsmästerskapen avgörs i Linköping.[21]

### Skidor, alpint

#### Herrar

##### VM
- - Kombination
- 1 Jean-Claude Killy, Frankrike
- 2 Dumeng Giovanoli, Schweiz
- 3 Heinrich Messner, Österrike
  - Övriga grenar se Olympiska vinterspelen 1968.

##### Världscupen
- Totalsegrare: Jean-Claude Killy, Frankrike
- Slalom: Dumeng Giovanoli, Schweiz
- Storslalom: Jean-Claude Killy, Frankrike
- Störtlopp: Gerhard Nenning, Österrike

##### SM
- Slalom vinns av Rune Lindström, Sollefteå AK. Lagtävlingen vinns av Åre SLK.
- Storslalom vinns av Rune Lindström, Sollefteå AK. Lagtävlingen vinns av Åre SLK.
- Störtlopp vinns av Rune Lindström, Sollefteå AK. Lagtävlingen vinns av Sollefteå AK.

#### Damer

##### VM
- - Kombination
- 1 Marielle Goitschel, Frankrike
- 2 Annie Famose, Frankrike
- 3 Heidi Zimmermann, Österrike
  - Övriga grenar se Olympiska vinterspelen 1968.

##### Världscupen
- Totalsegrare: Nancy Greene, Kanada
- Slalom: Marielle Goitschel, Frankrike
- Storslalom: Nancy Greene, Kanada
- Störtlopp: Olga Pall, Österrike

##### SM
- Slalom vinns av Monica Hermansson, Avesta SLK. Lagtävlingen vinns av Tärna IK Fjällvinden.
- Storslalom vinns av Ingrid Sundberg, Lycksele IF. Lagtävlingen vinns av Östersund-Frösö SLK.
- Störtlopp vinns av Monica Hermansson, Avesta SLK. Lagtävlingen vinns av Östersund-Frösö SLK.

### Skidor, längdåkning

#### Herrar
- 3 mars - Janne Stefansson, Sälens IF vinner Vasaloppet.[22]

##### SM
- 15 km vinns av Bjarne Andersson, IFK Mora. Lagtävlingen vinns av IFK Mora.
- 30 km vinns av Ragnar Persson, Föllinge IF. Lagtävlingen vinns av Lycksele IF.
- 50 km vinns av Jan Halvarsson, Föllinge IF. Lagtävlingen vinns av IFK Umeå.
- Stafett 3 x 10 km vinns av IFK Mora med laget  Lennart Olsson, Bjarne Andersson och Karl-Åke Asph.

#### Damer
- Toini Gustafsson tilldelas Svenska Dagbladets guldmedalj.

##### SM
- 5 km vinns av Toini Gustafsson, Skellefteå SK. Lagtävlingen vinns av Skellefteå SK
- 10 km vinns av Barbro Martinsson, Skellefteå SK. Lagtävlingen vinns av Skellefteå SK.
- Stafett 3 x 5 km vinns av Skellefteå SK med laget  Toini Gustafsson, Ingrid Martinsson och Barbro Martinsson .

### Skidskytte

#### VM
- Se Olympiska vinterspelen 1968

### Tennis

#### Herrar
- Tennisens Grand Slam:
  - Australiska öppna - Bill Bowrey, Australien
  - Franska öppna – Ken Rosewall, Australien
  - Wimbledon – Rod Laver, Australien
  - US Open – Arthur Ashe, USA

##### Davis Cup
- 28 december - USA vinner Davis Cup genom att finalbesegra Australien med 4-1 i Adelaide.[23]

#### Damer
- Tennisens Grand Slam:
  - Australiska öppna  - Billie Jean King, USA
  - Franska öppna – Nancy Richey, USA
  - Wimbledon – Billie Jean King, USA
  - US Open – Virginia Wade, Storbritannien
- 26 maj - Australien vinner Federation Cup genom att finalbesegra Nederländerna med 3-0 i Paris.[24]

### Volleyboll
- 26 oktober - De olympiska olympiska turneringarna avgörs i Mexico City. Sovjet vinner herrturneringen före Japan och Tjeckoslovakien.[25] Sovjet vinner även damturneringen före Japan och Polen.[26]

## Evenemang
- Olympiska vinterspelen 1968 äger rum 6 februari–18 februari i Grenoble, Frankrike
- Olympiska sommarspelen 1968 äger rum 12 oktober–27 oktober i Mexico City, Mexiko
- VM på cykel anordnas i Imola, Italien
- VM i konståkning arrangeras i Genève, Schweiz
- EM i fotboll anordnas 5 juni–10 juni i Neapel, Florens och Rom i Italien.
- EM i konståkning anordnas i Västerås, Sverige.

## Födda
- 1 januari – Davor Šuker, kroatisk fotbollsspelare.
- 13 januari - Gianni Morbidelli, italiensk racerförare.
- 22 januari – Franka Dietzsch, tysk friidrottare.
- 2 februari – Espen Bredesen, norsk backhoppare.
- 3 februari – Mary Onyali, nigeriansk friidrottare.
- 5 februari - Marcus Grönholm, finlandssvensk rallyförare.
- 7 februari - Peter Bondra, slovakisk ishockeyspelare.
- 15 februari - Tomas Svensson, svensk handbollsspelare, målvakt.
- 24 februari - Emanuele Naspetti, italiensk racerförare.
- 9 mars – Youri Djorkaeff, fransk fotbollsspelare.
- 20 mars - Paul Merson, engelsk fotbollsspelare och -tränare.
- 23 mars – Fernando Hierro, spansk fotbollsspelare.
- 16 april - Martin Dahlin, svensk fotbollsspelare.
- 18 april - Alejandro Alvizuri, peruansk simmare.
- 1 maj - Oliver Bierhoff, tysk fotbollsspelare.
- 6 maj - Torbjörn Arvidsson, svensk fotbollsspelare.
- 9 maj – Marie-José Pérec, fransk friidrottare.
- 17 maj – Florian Schwarthoff, tysk friidrottare.
- 26 juni - Paolo Maldini, italiensk fotbollsspelare.
- 2 juli - Ulf Ottosson, svensk fotbollsspelare.
- 3 juli - Teppo Numminen, finländsk ishockeyspelare.
- 8 juli - Magnus Erlingmark, svensk fotbollsspelare.
- 10 juli – Hassiba Boulmerka, algerisk friidrottare.
- 5 augusti - Colin McRae, skotsk rallyförare.
- 19 augusti - Nikolaos Kaklamanakis, grekisk vindsurfare.
- 20 augusti - Klas Ingesson, svensk fotbollsspelare.
- 7 september - Marcel Desailly, fransk fotbollsspelare
- 28 september
  - Mika Häkkinen, finländsk racerförare.
  - Mikael Nilsson, svensk fotbollsspelare.
- 10 oktober - Bart Brentjens, nederländsk tävlingscyklist.
- 16 oktober – Jean-Philippe Gatien, fransk bordtennisspelare.
- 21 oktober - Peter Gentzel, svensk handbollsspelare, målvakt.
- 1 december – Anders Holmertz, svensk simmare.
- 9 december - Kurt Angle, amerikansk brottare och fribrottare.

## Avlidna
- 22 januari - Duke Kahanamoku, hawaiiansk-amerikansk simmare och surfare.
- 7 april - Jim Clark, brittisk racerförare.
- 15 december – Jess Willard, amerikansk tungviktsboxare.
- 21 december - Vittorio Pozzo, italiensk fotbollstränare.

### Fotnoter
1. ↑  Erik Jonsson (7 mars 1965). ”1960–1969”. Svenska Bandyförbundet. Arkiverad från originalet den 17 mars 2020. https://web.archive.org/web/20200317215222/https://www.svenskbandy.se/BANDYFINALEN/HISTORIK/Svenskamastare/Herrar/1960-1969. Läst 18 mars 2020.
2. ↑  ”1968 World Series” (på engelska). Baseball-Reference.com. http://www.baseball-reference.com/postseason/1968_WS.shtml. Läst 10 juli 2015.
3. ↑  ”Basketball Reference”. http://www.basketball-reference.com/leagues/NBA_1968_games.html. Läst 25 augusti 2011.
4. ↑  ”Sport Statistics”. Arkiverad från originalet den 4 juli 2015. https://web.archive.org/web/20150704002550/http://todor66.com/basketball/Europe/Women_1968.html. Läst 24 augusti 2011.
5. ↑  ”Sport Statistics”. Arkiverad från originalet den 25 maj 2012. https://web.archive.org/web/20120525123545/http://www.todor66.com/basketball/Olympic/Men_1968.html. Läst 23 augusti 2011.
6. ↑  ”African Nations Cup 1968” (på engelska). RSSSF. http://www.rsssf.com/tables/68a.html. Läst 16 augusti 2011.
7. ↑  ”Italy - Women - International Results” (på engelska). RSSSF. http://www.rsssf.com/tablesi/ital-wom-intres.html. Läst 20 augusti 2011.
8. ↑  Johan Rydén (5 oktober 2008). ”Öxabäcks IF:s damlags historia” (på svenska). Borås tidning. https://www.bt.se/sport/oxabacks-ifs-damlags-historia/. Läst 11 september 2011.
9. ↑  ”England FA Challenge Cup 1967-1968” (på engelska). RSSSF. http://www.rsssf.com/tablese/engcup1968.html. Läst 19 augusti 2012.
10. ↑  ”Asian Nations Cup 1968” (på engelska). RSSSF. http://www.rsssf.com/tables/68asch.html. Läst 16 augusti 2011.
11. 1 2 3  ”European Competitions 1967-68” (på engelska). RSSSF. http://www.rsssf.com/ec/ec196768.html. Läst 16 augusti 2011.
12. ↑  ”European Championship 1968” (på engelska). RSSSF. http://www.rsssf.com/tables/68e.html. Läst 11 augusti 2011.
13. ↑  ”Games of the XIX. Olympiad” (på engelska). RSSSF. http://www.rsssf.com/tableso/ol1968f.html. Läst 16 augusti 2011.
14. ↑  ”1960” (på portugisiska). Sylvesterloppet. Arkiverad från originalet den 1 mars 2014. https://web.archive.org/web/20140301030919/http://www.saosilvestre.com.br/1960. Läst 19 augusti 2012.
15. ↑  ”Boston Marathon”. Arkiverad från originalet den 27 april 2015. https://web.archive.org/web/20150427035419/http://www.baa.org/races/boston-marathon/boston-marathon-history/past-champions/past-mens-open-champions.aspx. Läst 9 april 2011.
16. ↑  ”Boston Marathon”. Arkiverad från originalet den 7 mars 2012. https://web.archive.org/web/20120307073943/http://www.baa.org/races/boston-marathon/boston-marathon-history/past-champions/past-womens-open-champions.aspx. Läst 9 april 2011.
17. ↑  ”Jeux Olympiques de Grenoble 1968” (på franska). Hockey Archives. 17 februari 1968. https://www.hockeyarchives.info/JO1968.htm. Läst 15 augusti 2011.
18. ↑  ”Championnat de Suède 1967/68” (på franska). Hockey Archives. 17 mars 1968. Arkiverad från originalet den 25 april 2015. https://web.archive.org/web/20150425234518/http://www.hockeyarchives.info/Suede1968.htm. Läst 15 augusti 2011.
19. ↑  ”Coupe d'Europe 1967/68” (på franska). Hockey Archives. 6 april 1968. http://www.passionhockey.com/hockeyarchives/Europe1968.htm. Läst 9 september 2012.
20. ↑  ”NHL 1967/68” (på franska). Hockey Archives. https://www.hockeyarchives.info/NHL1968.htm. Läst 23 mars 2020.
21. ↑  ”World Orienteering Championships 1968” (på engelska). http://orienteering.org/events/?event_id=10. Läst 20 augusti 2012.
22. ↑  ”Historiska segrare”. Vasaloppet. Arkiverad från originalet den 22 mars 2020. https://web.archive.org/web/20200322121012/https://www.vasaloppet.se/wp-content/uploads/sites/1/2019/09/historiska_segrare_vasaloppet_sve_2019-09-18.pdf. Läst 5 september 2011.
23. ↑  ”Davis Cup”. http://www.daviscup.com/en/results/tie/details.aspx?tieId=10000745. Läst 20 augusti 2011.
24. ↑  ”Fed Cup”. http://www.fedcup.com/en/results/tie/details.aspx?tieId=20003463. Läst 21 augusti 2011.
25. ↑  ”Sport Statistics”. Arkiverad från originalet den 1 maj 2011. https://web.archive.org/web/20110501223656/http://www.todor66.com/volleyball/Olympics/Men_1968.html. Läst 24 augusti 2011.
26. ↑  ”Sport Statistics”. Arkiverad från originalet den 24 oktober 2016. https://web.archive.org/web/20161024145939/http://www.todor66.com/volleyball/Olympics/Women_1968.html. Läst 24 augusti 2011.